# Juan Manuel Lasso Ascásubi
Juan Manuel Lasso Ascázubi (París, 29 de diciembre de 1874-Quito, 2 de diciembre de 1949), fue un importante terrateniente, político, militar y filántropo ecuatoriano.

## Biografía
El que sería el coronel Juan Manuel Lasso Ascásubi nació en el consulado del Ecuador en París el 29 de diciembre de 1874.
Hijo de José María Lasso de la Vega y Aguírre y de Avelina Ascázubi Salinas. Bisnieto del prócer capitán Juan de Salinas y nieto de Manuel de Ascázubi. Cuñado del general Leónidas Plaza y de Olmedo Alfaro (hijo de Eloy Alfaro). Estudió en la escuela de los Hnos. Cristianos y Colegio San Gabriel de Quito, luego estudió agricultura en Londres. Lo enviaron a la escuela militar de Saint-Cyr y después vivió en París por algunas temporadas.
Raro políglota, hablaba: castellano, francés, quechua, inglés, sueco y latín. 
El 8 de diciembre de 1895 en la Iglesia Catedral de Quito fue el padrino de vinajeras en la consagración de Monseñor Federico Gonzalez Suarez.

## Carrera militar
A los diecisiete años de edad se incorporó al ejército. Durante la campaña del centro y del norte participó en el combate de Caranqui en contra las fuerzas conservadoras adversas al gobierno del general Eloy Alfaro. Luego viajó a Europa y fue secretario de la legación del Ecuador en España y representante del país en la coronación de Alfonso XIII (1902). 
En la campaña en contra Eloy Alfaro participó en los combates de Huigra, Naranjito y Yaguachi (abril 1912) y tomó prisionero a Medardo Alfaro al mando del Escuadrón Escolta de Caballería. En Guayaquil, en la noche en que se asesinó al General Pedro Montero, impidió que se produjeran agresiones contra los hermanos Alfaro. Se negó a mandarles a Quito pero en algún momento fueron tomados a cargo de otros oficiales y enviados en tren a la capital. En 1914 derrotó en El Hato a los movimientos rebeldes alzados en Carchi e Imbabura contra el gobierno de Leónidas Plaza, por lo que fue ascendido al grado de coronel.

## Carrera política

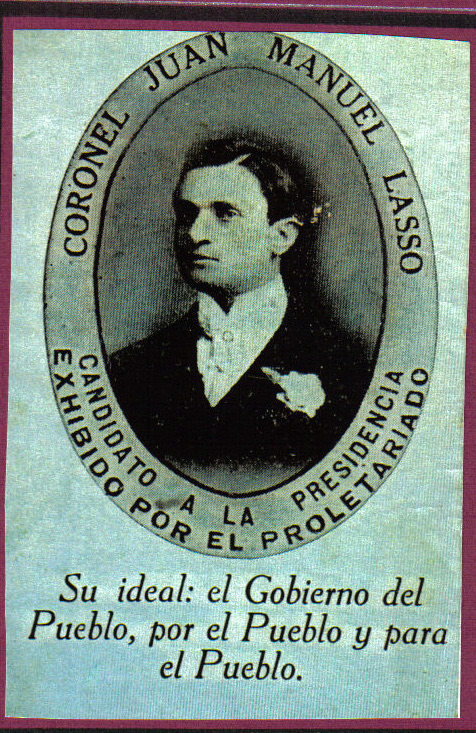
Cartel político de Juan Manuel Lasso Ascásubi.

Fue nombrado Cónsul en Nueva York, París, Hamburgo, encargado de Negocios en Berlín. Elegido en 1917 senador por Carchi. Se opuso al tratado de límites con Colombia llamado Tratado Muñoz Vernaza-Suárez que perjudicó nuestra integridad territorial. Presidente del Municipio de Quito en 1921-22.
Fundó el diario "La Humanidad" en 1923.
Fue el candidato popular a la Presidencia de la República en las elecciones realizadas el 30 de enero de 1924, donde se impuso la candidatura oficial de Gonzalo Córdova. Fue objeto de persecución política y se refugió en Colombia exiliado junto a otros dirigentes. Regresó después de la Revolución Juliana de 1925. Retomó sus actividades agrícolas y ganaderas en La Cienega y Chalupas. Figuró entre los fundadores del Partido Socialista Ecuatoriano y el 16-23 de mayo de 1926 participó en la Asamblea Constitutiva del Partido Socialista realizada en Quito. En 1931 el gobierno le confinó a Guaranda. En 1932 dejó su hacienda la Hacienda La Ciénega (Cotopaxi) y participó en la Guerra de los Cuatro Días en Quito donde fueron derrotados los partidarios de su primo Neptalí Bonifaz. 
Contribuyó con generosas donaciones para numerosas instituciones educativas y de beneficencia. Ayudó a la reconstrucción de Archidona después del terremoto. Después de un fuerte accidente en automóvil en camino a Quito, su salud nunca se recuperó y murió en Quito en 1949. 

## Matrimonio y descendencia
Juan Manuel Lasso casó con María Esther Paulina Carrión Mata con descendencia.